# Limbi celtice insulare
Limbile celtice insulare sunt un grup de limbi celtice originare din Marea Britanie și Irlanda, spre deosebire de limbile celtice continentale, provenite din Europa continentală și Anatolia. 